# Reegan Mimnaugh
Reegan Mimnaugh (Wishaw, 18 dicembre 2001) è un calciatore scozzese, centrocampista dell'East Kilbride.

## Caratteristiche tecniche
È un centrocampista centrale.

## Carriera
Cresciuto nel settore giovanile dell'Hamilton Academical, debutta in prima squadra il 26 gennaio 2019 in occasione dell'incontro di Scottish Premiership perso 3-0 contro il Celtic.

## Statistiche
Statistiche aggiornate al 15 maggio 2021.

### Presenze e reti nei club
| Stagione        | Squadra             | Campionato      | Campionato | Campionato | Coppe nazionali | Coppe nazionali | Coppe nazionali | Coppe continentali | Coppe continentali | Coppe continentali | Altre coppe | Altre coppe | Altre coppe | Totale | Totale | Totale |
| Stagione        | Squadra             | Comp            | Pres       | Reti       | Comp            | Pres            | Reti            | Comp               | Pres               | Reti               | Comp        | Pres        | Reti        | Pres   | Reti   |        |
| --------------- | ------------------- | --------------- | ---------- | ---------- | --------------- | --------------- | --------------- | ------------------ | ------------------ | ------------------ | ----------- | ----------- | ----------- | ------ | ------ | ------ |
| 2018-2019       | Hamilton Academical | PL              | 8          | 0          | CS+CdL          | 0               | 0               |                    | -                  | -                  |             | -           | -           | 8      | 0      |        |
| 2019-2020       | Hamilton Academical | PL              | 1          | 0          | CS+CdL          | 0+2             | 0               |                    | -                  | -                  |             | -           | -           | 3      | 0      |        |
| 2020-2021       | Hamilton Academical | PL              | 16         | 0          | CS+CdL          | 0+2             | 0               |                    | -                  | -                  |             | -           | -           | 18     | 0      |        |
| Totale carriera | Totale carriera     | Totale carriera | 25         | 0          |                 | 4               | 0               |                    | 1                  | 0                  |             | -           | -           | 29     | 0      |        |

## Palmarès

### Club

#### Competizioni nazionali
- Scottish Challenge Cup: 1

Hamilton Academical: 2022-2023
- Lowland Football League: 1

East Kilbride: 2024-2025